# Nesticus asuwanus
Nesticus asuwanus är en spindelart som beskrevs av Nishikawa 1986. Nesticus asuwanus ingår i släktet Nesticus och familjen grottspindlar. Inga underarter finns listade i Catalogue of Life.